# خوان مانوئل بییا
خوان مانوئل بییا (انگلیسی: Juan Manuel Villa؛ ۲۶ سپتامبر ۱۹۳۸ – ۵ ژانویهٔ ۲۰۲۵) یک بازیکن فوتبال اهل اسپانیا بود.
از باشگاه‌هایی که وی در آنها بازی کرده‌، می‌توان به باشگاه فوتبال رئال مادرید و باشگاه فوتبال رئال ساراگوسا اشاره کرد.
وی همچنین در تیم ملی فوتبال اسپانیا بازی کرده‌است.